# Артур Костянтин Кребс

Ілюстрація художника La France, 1884

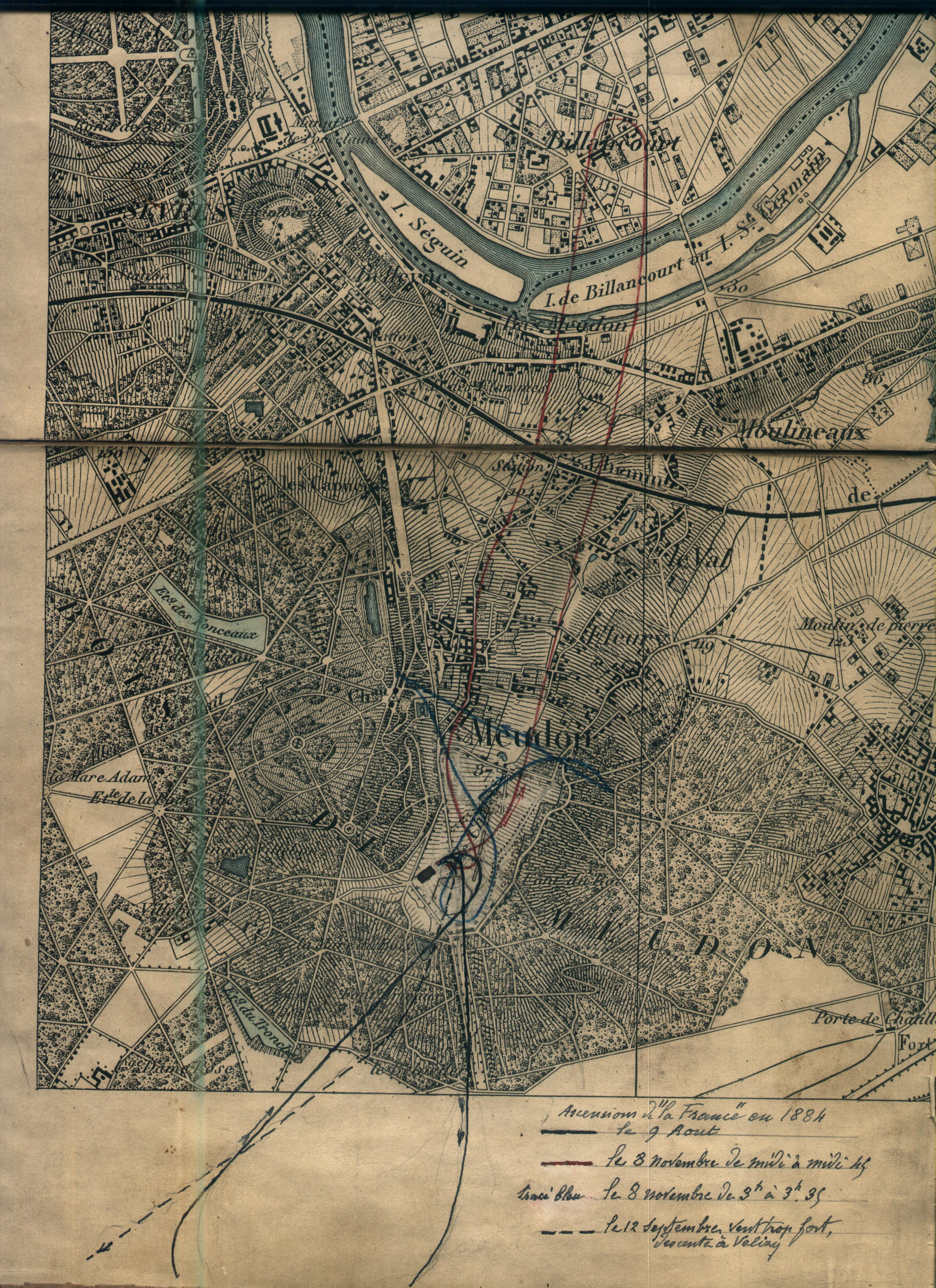
Перші повністю керовані вільні польоти Кребс& Ренард 1884 року з електричним дирижаблем LA FRANCE поблизу Парижа (арх. Кребса.)

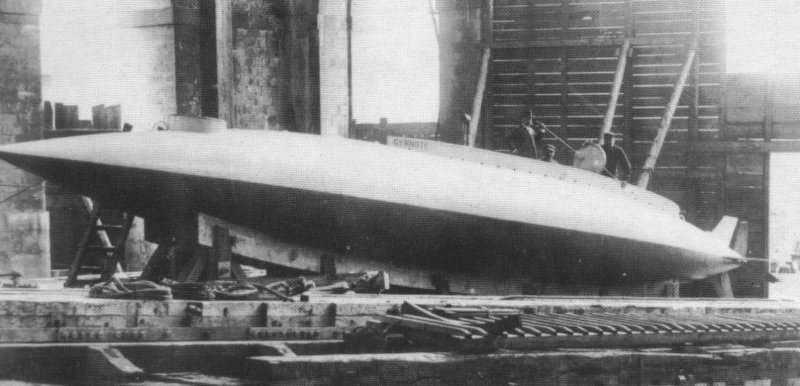
Підводний човен Gymnote в 1888 році. Артур Кребс тримає щоглу провітрювання. Перископ видно

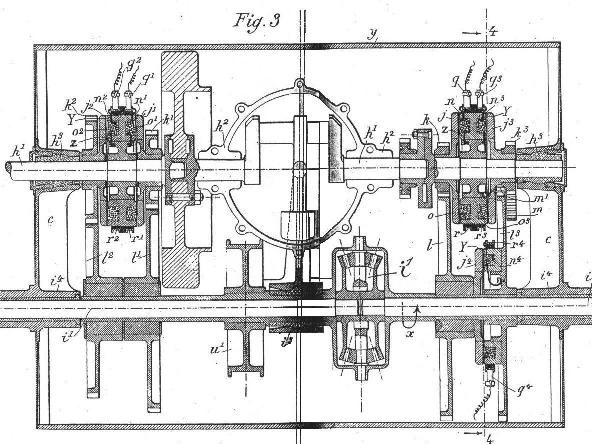
Електромагнітна коробка передач автомобіля Кребса, відповідно до патентум 1896 року

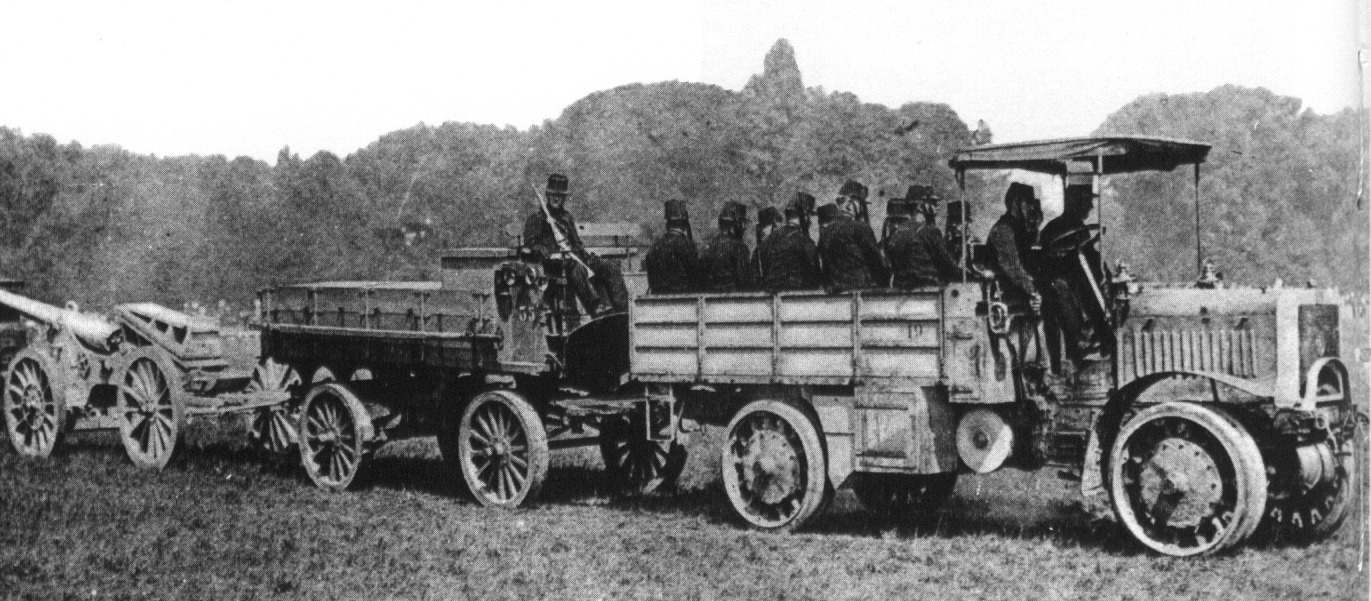
Військова вантажівка Tracteur Panhard-Châtillon часів Першої світової війни з повним приводом і чотирма колесами.

Артур Костянтин Кребс (16 листопада 1850 , Везуль  — 21 березня 1935 , Кемперле ) — французький офіцер і першовідкривач у галузі автомобільної техніки.

## Життя
Співпрацюючи з Шарлем Ренаром, він пілотував перший повністю керований політ на дирижаблі французької армії La France, який був розроблений у 1884 році. Політ  тривав 23 хвилини та дальністю 8 км, з приземленням у точці старту . Під час своїх семи польотів на дирижабль La France п'ять разів повертався до початкової точки.
Кребс розділив премію Понті Французької академії наук 1886 року разом із Шарлем Ренаром за їхній внесок у розвиток аеростанції.
Кребс надихнув Жуля Верна. У романі Верна « Незвичайні подорожі», написаному в 1886 році, автор згадує  про «вражаючі експерименти капітана Кребса та капітана Ренара».
У 1888 році Кребс і Гюстав Зеде спроектували перший сучасний французький підводний човен Gymnote. Підводний човен був оснащений першим військово-морським перископом і першим морським електричним гірокомпасом. Останнє дозволило Gymnote форсувати морський блок у 1890 році.
З 1884 по 1897 рік Артур Кребс модернізував пожежну службу Парижу  не тільки обладнанням, але й його організацію. Його робота залишила незабутнє враження в цьому елітному корпусі.
У травні 1896 року Артур Кребс запатентував новий автомобіль, оснащений електромагнітною коробкою передач і компонуванням передніх коліс, які повертали їх у центр, коли кермо було залишено, сьогодні це відомо як кут кастора . Компанія Panhard et Levassor придбала ліцензію на виробництво 500 автомобілів під ім’ям Clement-Panhard між 1898 і 1902 роками з цією інновацією.
Кребс змінив Левассора на посаді генерального директора Panhard et Levassor з 1897 по 1916 рік. Він перетворив компанію Panhard et Levassor в одного з найбільших і найприбутковіших виробників автомобілів до Першої світової війни.
У 1898 році Кребс замінив румпель на похиле кермо для автомобіля Panhard et Levassor, який він сконструював для перегонів Париж-Амстердам у 7-13 липня 1898 року. Фернан Шаррон виграв цю гонку на чотирициліндровому Panhard et Levassor. Наприкінці 1898 року CS Rolls представив перший автомобіль у Великобританії, оснащений кермовим колесом , коли він імпортував 6 hp Panhard et Levassor з Франції.
У 1902 році Кребс винайшов автоматичний мембранний карбюратор, який надавав автомобілям постійну потужність під час прискорення, забезпечуючи постійне співвідношення повітря і палива в будь-який час; це також призвело до різкого покращення економії палива.
У 1906 році Кребс поїхав до Сполучених Штатів, щоб виступити у справі Селдена, пов'язаної з Генрі Фордом .
Кребс вніс багато вдосконалень у конструкцію автомобіля: рульове колесо (1898), нереверсивне рульове управління (1898), баланс двигуна (1898), сплави нікелевої сталі та інші спеціальні сталеві сплави (1901), амортизатор (1906), мультидискове зчеплення (1907), електричний гальмівний динамометр для перевірки потужних двигунів (1905), огинаючий (глобоїдний) черв'ячний диференціал (1915). Крім того, Кребс зробив значний внесок у вдосконалення Systeme Panhard (двигун передній, задній привід), яка стала загальноприйнятою перед Другою світовою війною..У 1909 році він зацікавився патентом Найта (двигун з гільзовим клапаном ) і першим у Франції побудував такий тип двигуна, який Panhard et Levassor вироблятиме протягом тридцяти років до Другої світової війни.
Він зробив внесок у розвиток автомобільних перегонів своїми потужними автомобілями та моторними човнами.
У 1911 році Кребс винайшов першу еластомерну гнучку муфту (див. Джон Піотровський). Він відомий французькою як флекторний суглоб. Цей пристрій і сьогодні широко використовується в промисловості для передачі енергії як шинна муфта .
Вантажівка призначалася для військових і цивільних цілей. Кребс розробив його в 1911 році спільно з Chatillon Co, всюдихідна вантажівка під назвою Tracteur Chatillon-Panhard мала повний привід і чотири колеса. Багато з цих вантажівок використовувалися під час Першої світової війни як артилерійські тягачі.
Кребс також використав своє колишнє військові зв'язки, щоб постачати французькій армії двигуни та транспортні засоби, включаючи броньований автомобіль Genty 1904 року, танк St Chamond 1916 року, вантажівку Chatillon-Panhard 4x4 та інші.
У 1960 році Комітет антарктичних топонімів Сполученого Королівства (UK-APC)   на честь Артур Костянтин Кребс назвав льдовик - «льодовик Кребса»,  який рухається на захід у верхню частину затоки Шарлотта на західному узбережжі Землі Ґреяма, Антарктида.

## Доповіді представлені Французькійакадемії наук
- 18 серпня 1884 – Кребс і Ренар: Про дирижабль "La France".
- 10.11.1884 – Кребс і Ренар: дирижабль "La France".
- 1888 – Кребс: система замкнутого магнітного поля телефону.
- 1888 – Кребс: Випробування електричного двигуна для підводного човна.
- 1890 – Кребс: Перший електричний гірокомпас (презентовано за М. Дюмулен-Фроманом)
- 24 листопада 1902 – Кребс : Автоматичний карбюратор .
- 13 листопада 1905 – Кребс : Електричне динамометричне гальмо.
- 15 січня 1906 – Кребс : прогресивний амортизатор.
- 08 квітня1907 – Кребс : Прилад для вимірювання витрати рідини.

- лад для вимірювання витрати рідини.

У 1934 році, за кілька місяців до смерті Артура Кребса, він отримав орден Почесного легіону за роботу в аеронавтиці та за внесок в автомобільну промисловість.

## Дивіться також
- Arthur Constantin KREBS: Main article on Wikiversity
- Дирижабль
- Дирижабль
- Шарль Ренар
- П'єр Жюль Сезар Янссен
- Хронологія авіації - 19 ст
- Панард і Левассор
- Танк St Chamond 1916 року
- Хронологія водневих технологій

## зовнішні посилання
- Works by or about Arthur Constantin Krebs at Internet Archive
- Charles Renard and Arthur Krebs in the US Centennial of Flight Commission
- The site dedicated to Arthur KREBS (in English)
- Clement-Panhard on the Web
- Hydroplane History : The Development of the High-Speed Launch or Automobile Boat – 1904
- Jules Verne : Robur The Conqueror